# Monumento (ciclismo)
En ciclismo, monumento es el nombre que reciben las cinco carreras clásicas de mayor historia y prestigio en el calendario internacional.
Las cinco carreras fueron estrenadas antes de la Primera Guerra Mundial y por su orden de disputa durante la temporada son: la Milán-San Remo (Italia), Tour de Flandes (Bélgica), París-Roubaix (Francia), Lieja-Bastoña-Lieja (Bélgica) y el Giro de Lombardía (Italia). Las cuatro primeras se corren en primavera, mientras que la última se disputa en otoño.
Además de ser carreras muy longevas, tienen la característica de ser las clásicas más duras del calendario, no solo por su kilometraje que es superior a los 200 km, sino también por su recorrido.

## Lista de monumentos
Cada una de ellas tiene una característica diferente:
- Milán-San Remo: llamada "la Classicissima" o "la Primavera", es la más larga de todas con casi 300 km. El perfil incluye varios ascensos cerca del final de la carrera aunque a menudo se decide en favor de un velocista.
- Tour de Flandes: es el "más joven" de los monumentos. Con algo más de 250 km de recorrido se caracteriza por las subidas cortas y empinadas sobre adoquines como el Koppenberg, el Kapelmuur y el Paterberg.
- París-Roubaix: llamada "El Infierno del Norte" o "La Clásica de las Clásicas", es el único monumento francés. Completamente plana, tiene casi 260 km de recorrido y su dificultad está en los casi 30 sectores de pavés que suman 50 kilómetros sobre esta superficie y a menudo con mal tiempo. Entre estos sectores se destacan la Trouée d'Arenberg, el Mons-en-Pévèle y el Carrefour de l'Arbre catalogados de 5 estrellas.
- Lieja-Bastoña-Lieja: llamada "La Decana" por ser el monumento más antiguo, tiene alrededor de 260 km y recorre las Ardenas con varias cuestas empinadas en los últimos 100 km. Estas cotas por lo general son entre 10 y 12, y tienen entre 1 y 3 kilómetros de longitud aunque algunas como la Cota de la Haute-Levée tiene 3,6 y la de Rosier 4,4.
- Giro de Lombardía: llamada "La Clásica de las hojas muertas", por lo general tiene 240 o 250 kilómetros de recorrido. Es el monumento que más ha variado, tanto el punto de partida como el recorrido y el punto de llegada. Tiene un perfil más montañoso que los otros monumentos, con algunas subidas de hasta 10 km como el tradicional ascenso a Madonna del Ghisallo.

## Orden de realización

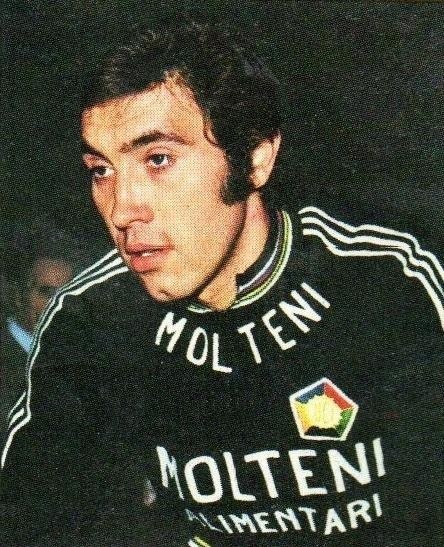
Eddy Merckx (f.1974) ganó la Milán-San Remo 7 veces.

| Carrera                                    | País    | Fecha                     | Ganador(es) en más ocasiones                                                                            | Victorias |
| ------------------------------------------ | ------- | ------------------------- | --- | --------- |
| Milán-San Remo (Milano-San Remo)           | Italia  | Tercer sábado de marzo    | Eddy Merckx                                                                                             | 7         |
| Tour de Flandes (De Ronde van Vlaanderen)  | Bélgica | Primer domingo de abril   | Fiorenzo Magni Johan Museeuw Eric Leman Tom Boonen Achiel Buysse Fabian Cancellara Mathieu van der Poel | 3         |
| París-Roubaix (Paris-Roubaix)              | Francia | Segundo domingo de abril  | Roger De Vlaeminck Tom Boonen                                                                           | 4         |
| Lieja-Bastoña-Lieja (Liège-Bastogne-Liège) | Bélgica | Cuarto domingo de abril   | Eddy Merckx                                                                                             | 5         |
| Giro de Lombardía (Giro di Lombardia)      | Italia  | Primer domingo de octubre | Fausto Coppi                                                                                            | 5         |

## Palmarés
| Año  | Milán-San Remo       | Tour de Flandes       | París-Roubaix           | Lieja-Bastogne-Lieja            | Giro de Lombardía        |
| ---- | -------------------- | --------------------- | ----------------------- | ------------------------------- | ------------------------ |
| 1892 |                      |                       |                         | Léon Houa                       |                          |
| 1893 | Léon Houa            |                       |                         |                                 |                          |
| 1894 | Léon Houa            |                       |                         |                                 |                          |
| 1895 | No disputadas        |                       |                         |                                 |                          |
| 1896 | No disputadas        | Josef Fischer         |                         |                                 |                          |
| 1897 | No disputadas        | Maurice Garin         |                         |                                 |                          |
| 1898 | No disputadas        | Maurice Garin         |                         |                                 |                          |
| 1899 | No disputadas        | Albert Champion       |                         |                                 |                          |
| 1900 | No disputadas        | Emile Bouhours        |                         |                                 |                          |
| 1901 | No disputadas        | Lucien Lesna          |                         |                                 |                          |
| 1902 | No disputadas        | Lucien Lesna          |                         |                                 |                          |
| 1903 | No disputadas        | Hippolyte Aucouturier |                         |                                 |                          |
| 1904 | No disputadas        | Hippolyte Aucouturier |                         |                                 |                          |
| 1905 | No disputadas        | Louis Trousselier     | Giovanni Gerbi          |                                 |                          |
| 1906 | No disputadas        | Henri Cornet          | Cesare Brambilla        |                                 |                          |
| 1907 | No disputadas        | Lucien Petit-Breton   | Georges Passerieu       | Gustave Garrigou                |                          |
| 1908 | Cyrille Van Hauwaert | Cyrille Van Hauwaert  | André Trousselier       | François Faber                  |                          |
| 1909 | Luigi Ganna          | Octave Lapize         | Victor Fastre           | Giovanni Cuniolo                |                          |
| 1910 | Eugène Christophe    | Octave Lapize         | No disputada            | Giovanni Micheletto             |                          |
| 1911 | Gustave Garrigou     | Octave Lapize         | Joseph Van Daele        | Henri Pélissier                 |                          |
| 1912 | Henri Pélissier      | Charles Crupelandt    | Omer Verschoore         | Carlo Oriani                    |                          |
| 1913 | Odile Defraye        | Paul Deman            | François Faber          | Maurits Moritz                  | Henri Pélissier          |
| 1914 | Ugo Agostoni         | Marcel Buysse         | Charles Crupelandt      | No disputadas                   | Lauro Bordin             |
| 1915 | Ezio Corlaita        | No disputadas         | No disputadas           | No disputadas                   | Gaetano Belloni          |
| 1916 | No disputada         | No disputadas         | No disputadas           | No disputadas                   | Leopoldo Torricelli      |
| 1917 | Gaetano Belloni      | No disputadas         | No disputadas           | No disputadas                   | Philippe Thys            |
| 1918 | Costante Girardengo  | No disputadas         | No disputadas           | No disputadas                   | Gaetano Belloni          |
| 1919 | Angelo Gremo         | Henri Van Lerberghe   | Henri Pélissier         | Léon Devos                      | Costante Girardengo      |
| 1920 | Gaetano Belloni      | Jules Van Hevel       | Paul Deman              | Léon Scieur                     | Henri Pélissier          |
| 1921 | Costante Girardengo  | René Vermandel        | Henri Pélissier         | Louis Mottiat                   | Costante Girardengo      |
| 1922 | Giovanni Brunero     | Léon Devos            | Albert Dejonghe         | Louis Mottiat                   | Costante Girardengo      |
| 1923 | Costante Girardengo  | Henri Suter           | Henri Suter             | René Vermandel                  | Giovanni Brunero         |
| 1924 | Pietro Linari        | Gérard Debaets        | Jules Van Hevel         | René Vermandel                  | Giovanni Brunero         |
| 1925 | Costante Girardengo  | Julien Delbecque      | Felix Sellier           | George Ronsse                   | Alfredo Binda            |
| 1926 | Costante Girardengo  | Denis Verschueren     | Julien Delbecque        | Dieudonne Smets                 | Alfredo Binda            |
| 1927 | Pietro Chesi         | Gérard Debaets        | Georges Ronsse          | Maurice Raes                    | Alfredo Binda            |
| 1928 | Costante Girardengo  | Jan Mertens           | André Leducq            | Ernest Mottard                  | Gaetano Belloni          |
| 1929 | Alfredo Binda        | Joseph Dervaes        | Charles Meunier         | Alfons Schepers                 | Pietro Fossati           |
| 1930 | Michele Mara         | Frans Bonduel         | Julien Vervaecke        | Hermann Buse                    | Michele Mara             |
| 1931 | Alfredo Binda        | Romain Gijssels       | Gaston Rebry            | Alfons Schepers                 | Alfredo Binda            |
| 1932 | Alfredo Bovet        | Romain Gijssels       | Romain Gijssels         | Marcel Houyoux                  | Antonio Negrini          |
| 1933 | Learco Guerra        | Alfons Schepers       | Sylvère Maes            | François Gardier                | Domenico Piemontesi      |
| 1934 | Joseph Demuysere     | Gaston Rebry          | Gaston Rebry            | Theo Herckenrath                | Learco Guerra            |
| 1935 | Giuseppe Olmo        | Louis Duerloo         | Gaston Rebry            | Alfons Schepers                 | Enrico Mollo             |
| 1936 | Angelo Varetto       | Louis Hardiquest      | Georges Speicher        | Albert Beckaert                 | Gino Bartali             |
| 1937 | Cesare Del Cancia    | Michel D'Hooghe       | Jules Rossi             | Éloi Meulenberg                 | Aldo Bini                |
| 1938 | Giuseppe Olmo        | Edgard De Caluwé      | Lucien Storme           | Alphons Deloor                  | Cino Cinelli             |
| 1939 | Gino Bartali         | Karel Kaers           | Émile Masson            | Albert Ritserveldt              | Gino Bartali             |
| 1940 | Gino Bartali         | Achiel Buysse         | No disputadas           | No disputadas                   | Gino Bartali             |
| 1941 | Pierino Favalli      | Achiel Buysse         | No disputadas           | No disputadas                   | Mario Ricci              |
| 1942 | Adolfo Leoni         | Briek Schotte         | No disputadas           | No disputadas                   | Aldo Bini                |
| 1943 | Cino Cinelli         | Achiel Buysse         | Marcel Kint             | Richard Depoorter               | No disputadas            |
| 1944 | No disputadas        | Rik Van Steenbergen   | Maurice Desimpelaere    | No disputada                    | No disputadas            |
| 1945 | No disputadas        | Sylvain Grysolle      | Paul Maye               | Jean Engels                     | Mario Ricci              |
| 1946 | Fausto Coppi         | Rik Van Steenbergen   | Georges Claes           | Prosper Depredomme              | Fausto Coppi             |
| 1947 | Gino Bartali         | Emiel Faignaert       | Georges Claes           | Richard Depoorter               | Fausto Coppi             |
| 1948 | Fausto Coppi         | Briek Schotte         | Rik Van Steenbergen     | Maurice Mollin                  | Fausto Coppi             |
| 1949 | Fausto Coppi         | Fiorenzo Magni        | Serse Coppi André Mahé  | Camille Danguillaume            | Fausto Coppi             |
| 1950 | Gino Bartali         | Fiorenzo Magni        | Fausto Coppi            | Prosper Depredomme              | Renzo Soldani            |
| 1951 | Louison Bobet        | Fiorenzo Magni        | Antonio Bevilacqua      | Ferdi Kübler                    | Louison Bobet            |
| 1952 | Loretto Petrucci     | Roger Decock          | Rik Van Steenbergen     | Ferdi Kübler                    | Giuseppe Minardi         |
| 1953 | Loretto Petrucci     | Wim van Est           | Germain Derijcke        | Alois De Hertog                 | Bruno Landi              |
| 1954 | Rik Van Steenbergen  | Raymond Impanis       | Raymond Impanis         | Marcel Ernzer                   | Fausto Coppi             |
| 1955 | Germain Derycke      | Louison Bobet         | Jean Forestier          | Stan Ockers                     | Cleto Maule              |
| 1956 | Alfred De Bruyne     | Jean Forestier        | Louison Bobet           | Alfred De Bruyne                | André Darrigade          |
| 1957 | Miguel Poblet        | Alfred De Bruyne      | Alfred De Bruyne        | Germain Derycke Frans Schoubben | Diego Ronchini           |
| 1958 | Rik Van Looy         | Germain Derijcke      | Leon Van Daele          | Alfred De Bruyne                | Nino Defilippis          |
| 1959 | Miguel Poblet        | Rik Van Looy          | Noël Foré               | Alfred De Bruyne                | Rik Van Looy             |
| 1960 | René Privat          | Arthur Decabooter     | Pino Cerami             | Albertus Geldermans             | Emile Daems              |
| 1961 | Raymond Poulidor     | Tom Simpson           | Rik Van Looy            | Rik Van Looy                    | Vito Taccone             |
| 1962 | Emile Daems          | Rik Van Looy          | Rik Van Looy            | Jef Planckaert                  | Jo De Roo                |
| 1963 | Joseph Groussard     | Noël Foré             | Emile Daems             | Frans Melckenbeeck              | Jo De Roo                |
| 1964 | Tom Simpson          | Rudi Altig            | Peter Post              | Willy Bocklant                  | Gianni Motta             |
| 1965 | Arie Den Hartog      | Jo De Roo             | Rik Van Looy            | Carmine Preziosi                | Tom Simpson              |
| 1966 | Eddy Merckx          | Edward Sels           | Felice Gimondi          | Jacques Anquetil                | Felice Gimondi           |
| 1967 | Eddy Merckx          | Dino Zandegù          | Jan Janssen             | Walter Godefroot                | Franco Bitossi           |
| 1968 | Rudi Altig           | Walter Godefroot      | Eddy Merckx             | Valere Van Sweevelt             | Herman Van Springel      |
| 1969 | Eddy Merckx          | Eddy Merckx           | Walter Godefroot        | Eddy Merckx                     | Jean-Pierre Monseré      |
| 1970 | Michele Dancelli     | Eric Leman            | Eddy Merckx             | Roger De Vlaeminck              | Franco Bitossi           |
| 1971 | Eddy Merckx          | Evert Dolman          | Roger Rosiers           | Eddy Merckx                     | Eddy Merckx              |
| 1972 | Eddy Merckx          | Eric Leman            | Roger De Vlaeminck      | Eddy Merckx                     | Eddy Merckx              |
| 1973 | Roger De Vlaeminck   | Eric Leman            | Eddy Merckx             | Eddy Merckx                     | Felice Gimondi           |
| 1974 | Felice Gimondi       | Cees Bal              | Roger De Vlaeminck      | Georges Pintens                 | Roger De Vlaeminck       |
| 1975 | Eddy Merckx          | Eddy Merckx           | Roger De Vlaeminck      | Eddy Merckx                     | Francesco Moser          |
| 1976 | Eddy Merckx          | Walter Planckaert     | Marc Demeyer            | Joseph Bruyère                  | Roger De Vlaeminck       |
| 1977 | Jan Raas             | Roger De Vlaeminck    | Roger De Vlaeminck      | Bernard Hinault                 | Gianbattista Baronchelli |
| 1978 | Roger De Vlaeminck   | Walter Godefroot      | Francesco Moser         | Joseph Bruyère                  | Francesco Moser          |
| 1979 | Roger De Vlaeminck   | Jan Raas              | Francesco Moser         | Dietrich Thurau                 | Bernard Hinault          |
| 1980 | Pierino Gavazzi      | Michel Pollentier     | Francesco Moser         | Bernard Hinault                 | Fons De Wolf             |
| 1981 | Fons De Wolf         | Hennie Kuiper         | Bernard Hinault         | Josef Fuchs                     | Hennie Kuiper            |
| 1982 | Marc Gomez           | René Martens          | Jan Raas                | Silvano Contini                 | Giuseppe Saronni         |
| 1983 | Giuseppe Saronni     | Jan Raas              | Hennie Kuiper           | Steven Rooks                    | Sean Kelly               |
| 1984 | Francesco Moser      | Johan Lammerts        | Sean Kelly              | Sean Kelly                      | Bernard Hinault          |
| 1985 | Hennie Kuiper        | Eric Vanderaerden     | Marc Madiot             | Moreno Argentin                 | Sean Kelly               |
| 1986 | Sean Kelly           | Adri van der Poel     | Sean Kelly              | Moreno Argentin                 | Gianbattista Baronchelli |
| 1987 | Erich Maechler       | Claude Criquielion    | Eric Vanderaerden       | Moreno Argentin                 | Moreno Argentin          |
| 1988 | Laurent Fignon       | Eddy Planckaert       | Dirk Demol              | Adri van der Poel               | Charly Mottet            |
| 1989 | Laurent Fignon       | Edwig Van Hooydonck   | Jean-Marie Wampers      | Sean Kelly                      | Tony Rominger            |
| 1990 | Gianni Bugno         | Moreno Argentin       | Eddy Planckaert         | Eric Van Lancker                | Gilles Delion            |
| 1991 | Claudio Chiappucci   | Edwig Van Hooydonck   | Marc Madiot             | Moreno Argentin                 | Sean Kelly               |
| 1992 | Sean Kelly           | Jacky Durand          | Gilbert Duclos-Lassalle | Dirk De Wolf                    | Tony Rominger            |
| 1993 | Maurizio Fondriest   | Johan Museeuw         | Gilbert Duclos-Lassalle | Rolf Sørensen                   | Pascal Richard           |
| 1994 | Giorgio Furlan       | Gianni Bugno          | Andrei Tchmil           | Evgueni Berzin                  | Vladislav Bobrik         |
| 1995 | Laurent Jalabert     | Johan Museeuw         | Franco Ballerini        | Mauro Gianetti                  | Gianni Faresin           |
| 1996 | Gabriele Colombo     | Michele Bartoli       | Johan Museeuw           | Pascal Richard                  | Andrea Tafi              |
| 1997 | Erik Zabel           | Rolf Sørensen         | Frédéric Guesdon        | Michele Bartoli                 | Laurent Jalabert         |
| 1998 | Erik Zabel           | Johan Museeuw         | Franco Ballerini        | Michele Bartoli                 | Oscar Camenzind          |
| 1999 | Andrei Tchmil        | Peter Van Petegem     | Andrea Tafi             | Frank Vandenbroucke             | Mirko Celestino          |
| 2000 | Erik Zabel           | Andrei Tchmil         | Johan Museeuw           | Paolo Bettini                   | Raimondas Rumsas         |
| 2001 | Erik Zabel           | Gianluca Bortolami    | Servais Knaven          | Oscar Camenzind                 | Danilo Di Luca           |
| 2002 | Mario Cipollini      | Andrea Tafi           | Johan Museeuw           | Paolo Bettini                   | Michele Bartoli          |
| 2003 | Paolo Bettini        | Peter Van Petegem     | Peter Van Petegem       | Tyler Hamilton                  | Michele Bartoli          |
| 2004 | Óscar Freire         | Steffen Wesemann      | Magnus Bäckstedt        | Davide Rebellin                 | Damiano Cunego           |
| 2005 | Alessandro Petacchi  | Tom Boonen            | Tom Boonen              | Aleksandr Vinokúrov             | Paolo Bettini            |
| 2006 | Filippo Pozzato      | Tom Boonen            | Fabian Cancellara       | Alejandro Valverde              | Paolo Bettini            |
| 2007 | Óscar Freire         | Alessandro Ballan     | Stuart O'Grady          | Danilo Di Luca                  | Damiano Cunego           |
| 2008 | Fabian Cancellara    | Stijn Devolder        | Tom Boonen              | Alejandro Valverde              | Damiano Cunego           |
| 2009 | Mark Cavendish       | Stijn Devolder        | Tom Boonen              | Andy Schleck                    | Philippe Gilbert         |
| 2010 | Óscar Freire         | Fabian Cancellara     | Fabian Cancellara       | Aleksandr Vinokúrov             | Philippe Gilbert         |
| 2011 | Matthew Goss         | Nick Nuyens           | Johan Vansummeren       | Philippe Gilbert                | Oliver Zaugg             |
| 2012 | Simon Gerrans        | Tom Boonen            | Tom Boonen              | Maxim Iglinskiy                 | Joaquim Rodríguez        |
| 2013 | Gerald Ciolek        | Fabian Cancellara     | Fabian Cancellara       | Daniel Martin                   | Joaquim Rodríguez        |
| 2014 | Alexander Kristoff   | Fabian Cancellara     | Niki Terpstra           | Simon Gerrans                   | Daniel Martin            |
| 2015 | John Degenkolb       | Alexander Kristoff    | John Degenkolb          | Alejandro Valverde              | Vincenzo Nibali          |
| 2016 | Arnaud Démare        | Peter Sagan           | Matthew Hayman          | Wout Poels                      | Esteban Chaves           |
| 2017 | Michał Kwiatkowski   | Philippe Gilbert      | Greg Van Avermaet       | Alejandro Valverde              | Vincenzo Nibali          |
| 2018 | Vincenzo Nibali      | Niki Terpstra         | Peter Sagan             | Bob Jungels                     | Thibaut Pinot            |
| 2019 | Julian Alaphilippe   | Alberto Bettiol       | Philippe Gilbert        | Jakob Fuglsang                  | Bauke Mollema            |
| 2020 | Wout van Aert        | Mathieu van der Poel  | No disputada            | Primož Roglič                   | Jakob Fuglsang           |
| 2021 | Jasper Stuyven       | Kasper Asgreen        | Sonny Colbrelli         | Tadej Pogačar                   | Tadej Pogačar            |
| 2022 | Matej Mohorič        | Mathieu van der Poel  | Dylan van Baarle        | Remco Evenepoel                 | Tadej Pogačar            |
| 2023 | Mathieu van der Poel | Tadej Pogačar         | Mathieu van der Poel    | Remco Evenepoel                 | Tadej Pogačar            |
| 2024 | Jasper Philipsen     | Mathieu van der Poel  | Mathieu van der Poel    | Tadej Pogačar                   | Tadej Pogačar            |
| 2025 | Mathieu van der Poel | Tadej Pogačar         | Mathieu van der Poel    | Tadej Pogačar                   | Bandera de ?             |

## Más victorias

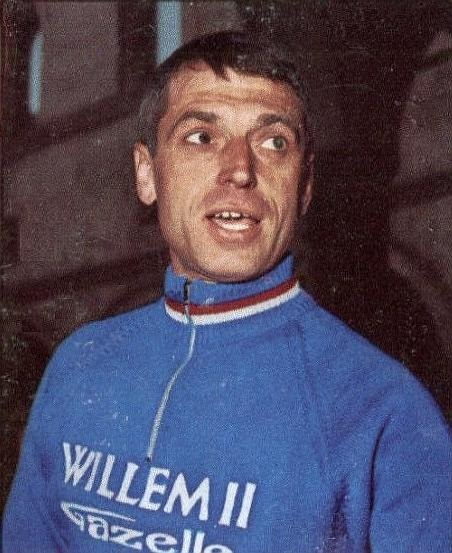
Rik Van Looy (f.1968) fue el primero en ganar los 5 Monumentos.

Los únicos ciclistas que han conseguido ganar los cinco "monumentos" a lo largo de su trayectoria deportiva han sido los belgas Eddy Merckx, Roger De Vlaeminck y Rik Van Looy:
| Ciclista           | Primera Victoria | Última Victoria | M-SR | TdF | P-R | L-B-L | GdL | Total |
| ------------------ | ---------------- | --------------- | ---- | --- | --- | ----- | --- | ----- |
| Eddy Merckx        | 1966             | 1976            | 7    | 2   | 3   | 5     | 2   | 19    |
| Roger De Vlaeminck | 1970             | 1979            | 3    | 1   | 4   | 1     | 2   | 11    |
| Rik Van Looy       | 1958             | 1965            | 1    | 2   | 3   | 1     | 1   | 8     |

Los ciclistas que han conseguido ganar cuatro "monumentos" diferentes a lo largo de su trayectoria deportiva:
| Ciclista         | Primera Victoria | Última Victoria | M-SR | TdF | P-R | L-B-L | GdL | Total |
| ---------------- | ---------------- | --------------- | ---- | --- | --- | ----- | --- | ----- |
| Sean Kelly       | 1983             | 1992            | 2    | 0   | 2   | 2     | 3   | 9     |
| Fred De Bruyne   | 1956             | 1959            | 1    | 1   | 1   | 3     | 0   | 6     |
| Philippe Gilbert | 2009             | 2019            | 0    | 1   | 1   | 1     | 2   | 5     |
| Louison Bobet    | 1951             | 1956            | 1    | 1   | 1   | 0     | 1   | 4     |
| Germain Derycke  | 1953             | 1958            | 1    | 1   | 1   | 1     | 0   | 4     |
| Hennie Kuiper    | 1981             | 1985            | 1    | 1   | 1   | 0     | 1   | 4     |

Los ciclistas que lograron imponerse en 3 o más monumentos:
| Ciclista             | Primera Victoria | Última Victoria | M-SR | TdF | P-R | L-B-L | GdL | Total |
| -------------------- | ---------------- | --------------- | ---- | --- | --- | ----- | --- | ----- |
| Eddy Merckx          | 1966             | 1976            | 7    | 2   | 3   | 5     | 2   | 19    |
| Roger De Vlaeminck   | 1970             | 1979            | 3    | 1   | 4   | 1     | 2   | 11    |
| Costante Girardengo  | 1918             | 1928            | 6    | 0   | 0   | 0     | 3   | 9     |
| Fausto Coppi         | 1946             | 1954            | 3    | 0   | 1   | 0     | 5   | 9     |
| Sean Kelly           | 1983             | 1992            | 2    | 0   | 2   | 2     | 3   | 9     |
| Tadej Pogačar        | 2021             | 2025            | 0    | 2   | 0   | 3     | 4   | 9     |
| Rik Van Looy         | 1958             | 1965            | 1    | 2   | 3   | 1     | 1   | 8     |
| Mathieu van der Poel | 2020             | 2025            | 2    | 3   | 3   | 0     | 0   | 8     |
| Gino Bartali         | 1939             | 1950            | 4    | 0   | 0   | 0     | 3   | 7     |
| Tom Boonen           | 2005             | 2012            | 0    | 3   | 4   | 0     | 0   | 7     |
| Fabian Cancellara    | 2006             | 2014            | 1    | 3   | 3   | 0     | 0   | 7     |
| Henri Pélissier      | 1911             | 1921            | 1    | 0   | 2   | 0     | 3   | 6     |
| Alfredo Binda        | 1925             | 1931            | 2    | 0   | 0   | 0     | 4   | 6     |
| Fred De Bruyne       | 1956             | 1959            | 1    | 1   | 1   | 3     | 0   | 6     |
| Francesco Moser      | 1975             | 1984            | 1    | 0   | 3   | 0     | 2   | 6     |
| Moreno Argentin      | 1985             | 1991            | 0    | 1   | 0   | 4     | 1   | 6     |
| Johan Museeuw        | 1993             | 2002            | 0    | 3   | 3   | 0     | 0   | 6     |
| Gaetano Belloni      | 1915             | 1928            | 2    | 0   | 0   | 0     | 3   | 5     |
| Rik Van Steenbergen  | 1944             | 1954            | 1    | 2   | 2   | 0     | 0   | 5     |
| Bernard Hinault      | 1977             | 1984            | 0    | 0   | 1   | 2     | 2   | 5     |
| Michele Bartoli      | 1996             | 2003            | 0    | 1   | 0   | 2     | 2   | 5     |
| Paolo Bettini        | 2000             | 2006            | 1    | 0   | 0   | 2     | 2   | 5     |
| Philippe Gilbert     | 2009             | 2019            | 0    | 1   | 1   | 1     | 2   | 5     |
| Gaston Rebry         | 1931             | 1935            | 0    | 1   | 3   | 0     | 0   | 4     |
| Alphonse Schepers    | 1929             | 1935            | 0    | 1   | 0   | 3     | 0   | 4     |
| Louison Bobet        | 1951             | 1956            | 1    | 1   | 1   | 0     | 1   | 4     |
| Germain Derycke      | 1953             | 1958            | 1    | 1   | 1   | 1     | 0   | 4     |
| Felice Gimondi       | 1966             | 1974            | 1    | 0   | 1   | 0     | 2   | 4     |
| Walter Godefroot     | 1967             | 1978            | 0    | 2   | 1   | 1     | 0   | 4     |
| Hennie Kuiper        | 1981             | 1985            | 1    | 1   | 1   | 0     | 1   | 4     |
| Jan Raas             | 1977             | 1983            | 1    | 2   | 1   | 0     | 0   | 4     |
| Erik Zabel           | 1997             | 2001            | 4    | 0   | 0   | 0     | 0   | 4     |
| Alejandro Valverde   | 2006             | 2017            | 0    | 0   | 0   | 4     | 0   | 4     |
| Léon Houa            | 1892             | 1894            | 0    | 0   | 0   | 3     | 0   | 3     |
| Octave Lapize        | 1909             | 1911            | 0    | 0   | 3   | 0     | 0   | 3     |
| René Vermandel       | 1921             | 1924            | 0    | 1   | 0   | 2     | 0   | 3     |
| Giovanni Brunero     | 1922             | 1924            | 1    | 0   | 0   | 0     | 2   | 3     |
| Romain Gijssels      | 1931             | 1932            | 0    | 2   | 1   | 0     | 0   | 3     |
| Achiel Buysse        | 1940             | 1943            | 0    | 3   | 0   | 0     | 0   | 3     |
| Fiorenzo Magni       | 1949             | 1951            | 0    | 3   | 0   | 0     | 0   | 3     |
| Jo De Roo            | 1962             | 1965            | 0    | 1   | 0   | 0     | 2   | 3     |
| Emile Daems          | 1960             | 1963            | 1    | 0   | 1   | 0     | 1   | 3     |
| Tom Simpson          | 1961             | 1965            | 1    | 1   | 0   | 0     | 1   | 3     |
| Eric Leman           | 1970             | 1973            | 0    | 3   | 0   | 0     | 0   | 3     |
| Andrei Tchmil        | 1994             | 2000            | 1    | 1   | 1   | 0     | 0   | 3     |
| Andrea Tafi          | 1996             | 2002            | 0    | 1   | 1   | 0     | 1   | 3     |
| Peter Van Petegem    | 1999             | 2003            | 0    | 2   | 1   | 0     | 0   | 3     |
| Óscar Freire         | 2004             | 2010            | 3    | 0   | 0   | 0     | 0   | 3     |
| Damiano Cunego       | 2004             | 2008            | 0    | 0   | 0   | 0     | 3   | 3     |
| Vincenzo Nibali      | 2015             | 2018            | 1    | 0   | 0   | 0     | 2   | 3     |

## Tripletes
Solamente Eddy Merckx en 1969, 1971, 1972 y 1975 consiguió ganar, al menos, 3 monumentos el mismo año.
| Año  | Ciclista    | M-SR | TdF | P-R | L-B-L | GdL |
| ---- | ----------- | ---- | --- | --- | ----- | --- |
| 1969 | Eddy Merckx | Sí   | Sí  | No  | Sí    | No  |
| 1971 | Eddy Merckx | Sí   | No  | No  | Sí    | Sí  |
| 1972 | Eddy Merckx | Sí   | No  | No  | Sí    | Sí  |
| 1975 | Eddy Merckx | Sí   | Sí  | No  | Sí    | No  |

## Palmarés por países
Sólo 23 naciones han logrado ganar uno o más monumentos y de éstas, sólo 5 países han completado victorias en los 5 monumentos: 
- Bélgica tras la victoria de Philippe Thys en el Giro de Lombardía 1917
- Francia tras la victoria de Louison Bobet en el Tour de Flandes 1955
- Países Bajos tras la victoria de Arie den Hartog en la Milán-San Remo 1965
- Italia tras la victoria de Carmine Preziosi en la Lieja-Bastoña-Lieja 1965
- Suiza tras la victoria de Tony Rominger en el Giro de Lombardía 1989

La única nación que ha logrado ganar todos los monumentos en un mismo año es Bélgica y esta hazaña la ha realizado en 3 ocasiones: 1969, 1972 y 1976.
| País           | Primera Victoria | Última Victoria | M-SR | TdF | P-R | L-B-L | GdL | Total |
| -------------- | ---------------- | --------------- | ---- | --- | --- | ----- | --- | ----- |
| Bélgica        | 1892             | 2024            | 23   | 69  | 57  | 61    | 12  | 222   |
| Italia         | 1897             | 2021            | 51   | 11  | 14  | 12    | 69  | 157   |
| Francia        | 1899             | 2019            | 14   | 3   | 28  | 5     | 12  | 62    |
| Países Bajos   | 1953             | 2025            | 5    | 13  | 10  | 4     | 4   | 36    |
| Suiza          | 1923             | 2014            | 2    | 4   | 4   | 6     | 5   | 21    |
| Alemania       | 1896             | 2015            | 7    | 2   | 2   | 2     | 0   | 13    |
| Irlanda        | 1983             | 2014            | 2    | 0   | 2   | 3     | 4   | 11    |
| España         | 1957             | 2017            | 5    | 0   | 0   | 4     | 2   | 11    |
| Eslovenia      | 2020             | 2025            | 1    | 2   | 0   | 4     | 4   | 11    |
| Australia      | 2007             | 2016            | 2    | 0   | 2   | 1     | 0   | 5     |
| Luxemburgo     | 1908             | 2018            | 0    | 0   | 1   | 3     | 1   | 5     |
| Dinamarca      | 1993             | 2021            | 0    | 2   | 0   | 2     | 1   | 5     |
| Reino Unido    | 1961             | 2009            | 2    | 1   | 0   | 0     | 1   | 4     |
| Kazajistán     | 2005             | 2012            | 0    | 0   | 0   | 3     | 0   | 3     |
| Rusia          | 1994             | 1994            | 0    | 0   | 0   | 1     | 1   | 2     |
| Noruega        | 2014             | 2015            | 1    | 1   | 0   | 0     | 0   | 2     |
| Eslovaquia     | 2016             | 2018            | 0    | 1   | 1   | 0     | 0   | 2     |
| Moldavia       | 1994             | 1994            | 0    | 0   | 1   | 0     | 0   | 1     |
| Lituania       | 2000             | 2000            | 0    | 0   | 0   | 0     | 1   | 1     |
| Estados Unidos | 2003             | 2003            | 0    | 0   | 0   | 1     | 0   | 1     |
| Suecia         | 2004             | 2004            | 0    | 0   | 1   | 0     | 0   | 1     |
| Colombia       | 2016             | 2016            | 0    | 0   | 0   | 0     | 1   | 1     |
| Polonia        | 2017             | 2017            | 1    | 0   | 0   | 0     | 0   | 1     |

## Estadísticas

### Vencedores más jóvenes y veteranos
| Año  | Vencedor            | Edad               | Carrera             |
| ---- | ------------------- | ------------------ | ------------------- |
| 1913 | Maurice Moritz      |                    | Lieja-Bastoña-Lieja |
| 1909 | Victor Fastre       | 18 años y 362 días | Lieja-Bastoña-Lieja |
| 1925 | Georges Ronsse      | 19 años y 102 días | Lieja-Bastoña-Lieja |
| 1944 | Rik Van Steenbergen | 19 años y 205 días | Tour de Flandes     |
| 1927 | Maurice Raes        | 20 años y 83 días  | Lieja-Bastoña-Lieja |
| 1905 | Giovanni Gerbi      | 20 años y 160 días | Giro de Lombardía   |
| 1914 | Ugo Agostoni        | 20 años y 251 días | Milán-San Remo      |
| 1966 | Eddy Merckx         | 20 años y 275 días | Milán-San Remo      |
| 1899 | Albert Champion     | 20 años y 362 días | París-Roubaix       |

| Año  | Vencedor                | Edad               | Carrera             |
| ---- | ----------------------- | ------------------ | ------------------- |
| 1993 | Gilbert Duclos-Lassalle | 38 años y 230 días | París-Roubaix       |
| 1902 | Lucien Lesna            | 38 años y 170 días | París-Roubaix       |
| 1960 | Pino Cerami             | 38 años y 13 días  | París-Roubaix       |
| 2016 | Mathew Hayman           | 37 años y 356 días | París-Roubaix       |
| 1992 | Gilbert Duclos-Lassalle | 37 años y 231 días | París-Roubaix       |
| 1901 | Lucien Lesna            | 37 años y 178 días | París-Roubaix       |
| 2000 | Andréi Chmil            | 37 años y 72 días  | Tour de Flandes     |
| 2017 | Alejandro Valverde      | 36 años y 363 días | Lieja-Bastoña-Lieja |
| 2019 | Philippe Gilbert        | 36 años y 283 días | París-Roubaix       |
| 2010 | Aleksandr Vinokúrov     | 36 años y 221 días | Lieja-Bastoña-Lieja |
| 2002 | Johan Museeuw           | 36 años y 183 días | París-Roubaix       |
| 1928 | Gaetano Belloni         | 36 años y 68 días  | Giro de Lombardía   |
| 1999 | Andréi Chmil            | 36 años y 57 días  | Milán-San Remo      |
| 1985 | Hennie Kuiper           | 36 años y 41 días  | Milán-San Remo      |

### Podios en las 5 carreras
| Ciclista           | Año Completado | M-SR | TdF | P-R | L-B-L | GdL | Total |
| ------------------ | -------------- | ---- | --- | --- | ----- | --- | ----- |
| Fred de Bruyne     | 1957           | 2    | 1   | 2   | 3     | 1   | 9     |
| Rik Van Looy       | 1961           | 2    | 3   | 6   | 1     | 1   | 13    |
| Eddy Merckx        | 1968           | 7    | 6   | 5   | 7     | 5   | 30    |
| Roger De Vlaeminck | 1977           | 7    | 1   | 9   | 1     | 3   | 21    |
| Francesco Moser    | 1978           | 2    | 2   | 7   | 1     | 3   | 15    |
| Sean Kelly         | 1984           | 3    | 3   | 3   | 2     | 4   | 15    |
| Hennie Kuiper      | 1985           | 1    | 2   | 2   | 1     | 1   | 7     |
| Philippe Gilbert   | 2019           | 2    | 4   | 1   | 2     | 2   | 11    |
| Tadej Pogačar      | 2025           | 2    | 2   | 1   | 4     | 4   | 13    |

- Eddy Merckx y Sean Kelly son los únicos que tienen múltiples podios en cada uno de los 5 monumentos.

### Más podios en monumentos
| Ciclista             | Año Completado | M-SR | TdF | P-R | L-B-L | GdL | Total |
| -------------------- | -------------- | ---- | --- | --- | ----- | --- | ----- |
| Eddy Merckx          | 1976           | 7    | 6   | 5   | 7     | 5   | 30    |
| Roger De Vlaeminck   | 1981           | 7    | 1   | 9   | 1     | 3   | 21    |
| Fabian Cancellara    | 2016           | 5    | 5   | 6   | —     | —   | 16    |
| Costante Girardengo  | 1928           | 11   | —   | —   | —     | 4   | 15    |
| Sean Kelly           | 1992           | 3    | 3   | 3   | 2     | 4   | 15    |
| Francesco Moser      | 1984           | 2    | 2   | 7   | 1     | 3   | 15    |
| Johan Museeuw        | 2002           | 1    | 8   | 6   | —     | —   | 15    |
| Fausto Coppi         | 1956           | 3    | —   | 3   | —     | 8   | 14    |
| Mathieu van der Poel | 2025           | 3    | 6   | 4   | 1     | —   | 14    |
| Gino Bartali         | 1950           | 4    | —   | —   | —     | 9   | 13    |
| Tom Boonen           | 2016           | 2    | 4   | 7   | —     | —   | 13    |
| Rik Van Looy         | 1967           | 2    | 3   | 6   | 1     | 1   | 13    |
| Tadej Pogačar        | 2025           | 2    | 2   | 1   | 4     | 4   | 13    |

- Nadie consiguió podio en todos los monumentos el mismo año.
- Eddy Merckx (1969 —NP en GdL— y 1975 —6.º en GdL—), Sean Kelly (1984 —17.º en GdL— y 1986 —12.º en LBL—) y Tadej Pogačar (2025 — GdL aún no disputado) lograron 4 podios el mismo año.

### Más carreras empezadas
| Ciclista           | Año Completado | M-SR | TdF | P-R | L-B-L | GdL | Total |
| ------------------ | -------------- | ---- | --- | --- | ----- | --- | ----- |
| Hennie Kuiper      | 1988           | 15   | 15  | 14  | 14    | 8   | 66    |
| Philippe Gilbert   | 2022           | 18   | 11  | 5   | 17    | 12  | 63    |
| Maarten den Bakker | 2008           | 14   | 15  | 5   | 13    | 11  | 58    |
| Greg Van Avermaet  | 2023           | 15   | 16  | 13  | 7     | 5   | 56    |
| Imanol Erviti      | 2023           | 5    | 17  | 17  | 10    | 7   | 56    |
| Sean Kelly         | 1993           | 12   | 12  | 9   | 10    | 12  | 55    |
| Adrie van der Poel | 1996           | 11   | 15  | 13  | 10    | 6   | 55    |
| Matteo Tosatto     | 2016           | 17   | 11  | 14  | 2     | 11  | 55    |
| Rolf Sørensen      | 2002           | 16   | 14  | 7   | 10    | 7   | 54    |
| Grégory Rast       | 2018           | 14   | 16  | 15  | 2     | 7   | 54    |
| Albéric Schotte    | 1959           | 8    | 20  | 13  | 10    | 2   | 53    |
| Raymond Impanis    | 1963           | 10   | 12  | 16  | 11    | 4   | 53    |
| Franco Ballerini   | 2001           | 12   | 13  | 13  | 8     | 7   | 53    |
| Eddy Merckx        | 1977           | 10   | 10  | 12  | 10    | 9   | 51    |
| Raymond Poulidor   | 1977           | 11   | 11  | 14  | 5     | 10  | 51    |
| Filippo Pozzato    | 2018           | 15   | 14  | 11  | 3     | 8   | 51    |
| Roger De Vlaeminck | 1982           | 12   | 11  | 14  | 6     | 7   | 50    |
| Johan Museeuw      | 2004           | 11   | 15  | 15  | 8     | 1   | 50    |
| Rolf Aldag         | 2005           | 10   | 13  | 13  | 5     | 9   | 50    |
| George Hincapie    | 2012           | 15   | 17  | 17  | 1     | —   | 50    |

## Carreras femeninas

### Palmarés
| Año  | Milán-San Remo    | Tour de Flandes      | París-Roubaix          | Lieja-Bastogne-Lieja | Giro de Lombardía |
| ---- | ----------------- | -------------------- | ---------------------- | -------------------- | ----------------- |
| 1999 | Sara Felloni      |                      |                        |                      |                   |
| 2000 | Diana Žiliūtė     |                      |                        |                      |                   |
| 2001 | Susanne Ljungskog |                      |                        |                      |                   |
| 2002 | Mirjam Melchers   |                      |                        |                      |                   |
| 2003 | Zulfiya Zabirova  |                      |                        |                      |                   |
| 2004 | Zulfiya Zabirova  | Zulfiya Zabirova     |                        |                      |                   |
| 2005 | Trixi Worrack     | Mirjam Melchers      |                        |                      |                   |
| 2006 | No disputadas     | Mirjam Melchers      |                        |                      |                   |
| 2007 | No disputadas     | Nicole Cooke         |                        |                      |                   |
| 2008 | No disputadas     | Judith Arndt         |                        |                      |                   |
| 2009 | No disputadas     | Ina Teutenberg       |                        |                      |                   |
| 2010 | No disputadas     | Grace Verbeke        |                        |                      |                   |
| 2011 | No disputadas     | Annemiek van Vleuten |                        |                      |                   |
| 2012 | No disputadas     | Judith Arndt         |                        |                      |                   |
| 2013 | No disputadas     | Marianne Vos         |                        |                      |                   |
| 2014 | No disputadas     | Ellen van Dijk       |                        |                      |                   |
| 2015 | No disputadas     | Elisa Longo Borghini |                        |                      |                   |
| 2016 | No disputadas     | Elizabeth Armitstead |                        |                      |                   |
| 2017 | No disputadas     | Coryn Rivera         | Anna van der Breggen   |                      |                   |
| 2018 | No disputadas     | Anna van der Breggen | Anna van der Breggen   |                      |                   |
| 2019 | No disputadas     | Marta Bastianelli    | Annemiek van Vleuten   |                      |                   |
| 2020 | No disputadas     | Chantal Blaak        | No disputada           | Elizabeth Armitstead |                   |
| 2021 | No disputadas     | Annemiek van Vleuten | Elizabeth Armitstead   | Demi Vollering       |                   |
| 2022 | No disputadas     | Lotte Kopecky        | Elisa Longo Borghini   | Annemiek van Vleuten |                   |
| 2023 | No disputadas     | Lotte Kopecky        | Alison Jackson         | Demi Vollering       |                   |
| 2024 | No disputadas     | Elisa Longo Borghini | Lotte Kopecky          | Grace Brown          |                   |
| 2025 | Lorena Wiebes     | Lotte Kopecky        | Pauline Ferrand-Prévot | Kimberley Le Court   |                   |

### Más victorias
| Ciclista             | Primera Victoria | Última Victoria | M-SR | TdF | P-R | L-B-L | GdL | Total |
| -------------------- | ---------------- | --------------- | ---- | --- | --- | ----- | --- | ----- |
| Annemiek van Vleuten | 2011             | 2022            | 0    | 2   | 0   | 2     | 0   | 4     |
| Lotte Kopecky        | 2022             | 2025            | 0    | 3   | 1   | 0     | 0   | 4     |
| Zulfiya Zabirova     | 2003             | 2004            | 2    | 1   | 0   | 0     | 0   | 3     |
| Mirjam Melchers      | 2002             | 2006            | 1    | 2   | 0   | 0     | 0   | 3     |
| Anna van der Breggen | 2017             | 2018            | 0    | 1   | 0   | 2     | 0   | 3     |
| Elisa Longo Borghini | 2015             | 2024            | 0    | 2   | 1   | 0     | 0   | 3     |
| Elizabeth Armitstead | 2016             | 2021            | 0    | 1   | 1   | 1     | 0   | 3     |